# Рибното езеро
 Тази статия е за Рибното езеро в Рила.  За Рибното езеро в Пирин вижте Бъндеришки езера.  
Рибното езеро е шестото езеро от групата на Седемте рилски езера.
Разположено е на 2184 м надморска височина, северно от връх Харамията – в западното подножие на хребета, който се спуска от върха на север-североизток.
Рибното езеро е най-плиткото от седемте (средна дълбочина 1,10 м). Площта му е 35 декара, а обемът – 38 000 м3. Дълго е 250 м, широко до 140 м. Подхранва се от оттока на езерото Трилистника (петото), а се оттича в Долното езеро (седмото).
Край североизточния бряг на езерото е разположена хижа „Седемте езера“. От края му на запад върви пътеката за новата хижа Рилски езера.